# Jelena Gavrilović
Jelena Gavrilović (serbio cirílico: Јелена Гавриловић; Belgrado. Serbia, 18 de enero de 1983) es una actriz y cantante serbia. Ella comenzó a actuar en el teatro en la escuela primaria y secundaria en Lazarevac, su ciudad natal. Durante sus estudios actuó en el Teatro Nacional de Serbia en Novi Sad. Gavrilović realizó el papel protagonista en los musicales de Hair en Atelje 212, y Grease en Terazije Theatre, ambos en Belgrado. Ella interpretó uno de los personajes principales en Srpski film.

## Filmografía
- 2008: On The Beautiful Blue Danube - Nina
- 2008: Linden Street - Irena
- 2008: Poslednja audijencija - Olga
- 2009: Human Zoo - Natasha
- 2009: Sve potuke do izbrisane
- 2010: Srpski film - Marija
- 2010: El olor de la lluvia en los Balcanes - Eli
- 2011: Cat Run, película estadounidense
- 2011: Zlatna lavica, historia sobre Radivoje Korac
- 2011: Zene sa Dedeinja, serie TV
- 2013: Frozen - Elsa (versión serbia)
- 2014: Big Hero 6 - Honey Lemon
- 2015: Inside Out - Desagrado (versión serbia)